# Association de malfaiteurs en droit pénal belge

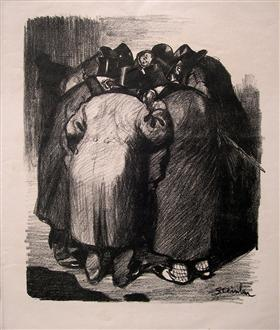
Association de Malfaiteurs, de Théophile Alexandre Steinlen

Pour les articles homonymes, voir Association de malfaiteurs et Association.
 (avril 2023).
La mise en forme du texte ne suit pas les recommandations de Wikipédia : il faut le « wikifier ».
Les points d'amélioration suivants sont les cas les plus fréquents. Le détail des points à revoir est peut-être précisé sur la page de discussion.
- Les titres sont pré-formatés par le logiciel. Ils ne sont ni en capitales, ni en gras.
- Le texte ne doit pas être écrit en capitales (les noms de famille non plus), ni en gras, ni en italique, ni en « petit »…
- Le gras n'est utilisé que pour surligner le titre de l'article dans l'introduction, une seule fois.
- L'italique est rarement utilisé : mots en langue étrangère, titres d'œuvres, noms de bateaux, etc.
- Les citations ne sont pas en italique mais en corps de texte normal. Elles sont entourées par des guillemets français : « et ».
- Les listes à puces sont à éviter, des paragraphes rédigés étant largement préférés. Les tableaux sont à réserver à la présentation de données structurées (résultats, etc.).
- Les appels de note de bas de page (petits chiffres en exposant, introduits par l'outil «  Source ») sont à placer entre la fin de phrase et le point final[comme ça].
- Les liens internes (vers d'autres articles de Wikipédia) sont à choisir avec parcimonie. Créez des liens vers des articles approfondissant le sujet. Les termes génériques sans rapport avec le sujet sont à éviter, ainsi que les répétitions de liens vers un même terme.
- Les liens externes sont à placer uniquement dans une section « Liens externes », à la fin de l'article. Ces liens sont à choisir avec parcimonie suivant les règles définies. Si un lien sert de source à l'article, son insertion dans le texte est à faire par les notes de bas de page.
- La présentation des références doit suivre les conventions bibliographiques. Il est recommandé d'utiliser les modèles {{Ouvrage}}, {{Chapitre}}, {{Article}}, {{Lien web}} et/ou {{Bibliographie}}. Le mode d'édition visuel peut mettre en forme automatiquement les références.
- Insérer une infobox (cadre d'informations à droite) n'est pas obligatoire pour parachever la mise en page.

Pour une aide détaillée, merci de consulter Aide:Wikification.
Si vous pensez que ces points ont été résolus, vous pouvez retirer ce bandeau et améliorer la mise en forme d'un autre article.
L'association de malfaiteurs est définie depuis longtemps par le Code pénal belge, crée 8 juin 1867, à l'article 322, comme « toute association formée dans le but d'attenter aux personnes ou aux propriétés est un crime ou un délit, qui existe par le seul fait de l'organisation de la bande.» 
Toutefois, cette notion pénale d'association des malfaiteurs est jugé insuffisant afin de lutter contre la criminalité organisée par la commission d’enquête belge.

## Historique

### Code pénal belge de 1867
Le Code pénal belge (Strafwetboek en néerlandais) défini dès 1867 l'association de malfaiteurs à l'article 322 au sein du chapitre I « de l'association formée dans le but d'attenter aux personnes ou aux propriétés et de l'organisation criminelle » au titre VI intitulé « des crimes et délits contre la sécurité publique ». 
 « Art. 322. Toute association formée dans le but d'attenter aux personnes ou aux propriétés est un crime ou un délit, qui existe par le seul fait de l'organisation de la bande. »

### Loi du 10 janvier 1999 portant abolition de la peine de mort et modifiant les peines criminelles
Toutefois, devant le développement de la criminalité organisée, une loi du 10 janvier 1999 a créé une autre infraction à côté de celle- ci : il s'agit du délit d'organisation criminelle qui est une : 
« association structurée de plus de deux personnes, établie dans le temps, en vue de commettre de façon concertée, des crimes et délits punissables d'un emprisonnement de trois ans ou d'une peine plus grave, pour obtenir, directement ou indirectement, des avantages patrimo-niaux » (art. 324 bis CP belge), en utilisant l'intimidation, la menace, la violence, des manœuvres frauduleuses ou la corruption ou en recourant à des struc-tures commerciales ou autres pour dissimuler ou faciliter la réalisation des infractions » ( art. 324 ter CP belge). 

## Caractéristiques du délit d'association de malfaiteurs en droit pénal belge
La définition pénale de l’association de malfaiteurs vise à punir les attentats contre les personnes et les propriétés. Ainsi, la commission d'enquête a considéré à cet égard « que l’on peut donner une très large définition au membre de phrase ‘attentats contre les personnes ou les propriétés’ utilisé dans le cadre de l’association de malfaiteurs ».
L’association de malfaiteurs contient trois éléments constitutifs : l’existence d’une association, l’organisation de la bande et l’intention d’attenter aux personnes et aux propriétés.
Concernant l'élément moral de l'infraction, la jurisprudence belge considère qu’une intention personnelle de commettre un délit au sein de l’association, c’est-à-dire attenter aux personnes et aux propriétés, n’est pas nécessaire. Par contre, elle requiert, en tant qu’élément moral, que le suspect ait eu la volonté délibérée d’être membre de la bande « en sachant que celle-ci est formée dans le but d’attenter aux personnes ou aux propriétés ».

Les dispositions légales sur l’association de malfaiteurs portent sur certaines infractions, mais peuvent également s’appliquer à la structure criminelle, le Sénat l'ayant affirmée en se fondant sur une jurisprudence de la Cour de cassation qui avait jugé que :
« Quand l’association constitue un groupe organisé de personnes qui a pour but de commettre des attentats contre les personnes et les propriétés, ses membres tombent sous le coup de la loi pénale, même s’ils ne se mettent pas effectivement à en commettre. Le texte originel de la loi était rédigé ainsi ‘quand même il n’aurait été accompagné ni suivi d’aucune infraction’. Les ayant estimés inutiles, l’on a supprimé ces mots. ».

## Répression

### Peines applicables

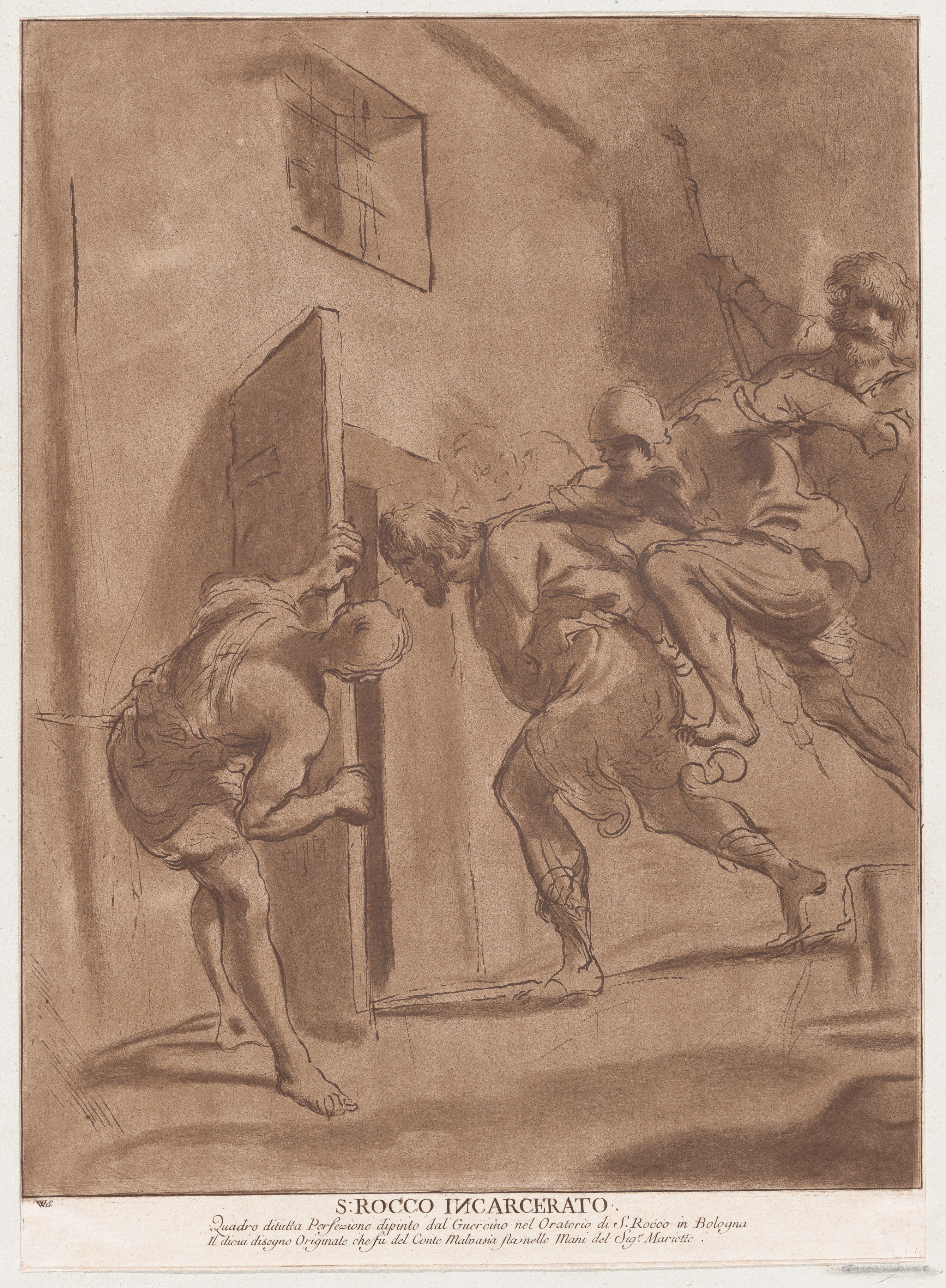
L’incarcération de Saint-Roch, d'après Guercino (Giovanni Francesco Barbieri)

#### L'emprisonnement

##### «Les provocateurs de cette association, les chefs de cette bande et ceux qui y auront exercé un commandement quelconque» (article 323 du Code pénal belge)
S'agissant des provocateurs de cette association, les chefs de cette bande et ceux qui y auront exercé un commandement quelconque : 
- Lorsque l'association a eu pour but la perpétration de crimes emportant la peine de réclusion à perpétuité ou la réclusion de dix ans à quinze ans ou un terme supérieur, la peine de réclusion est de cinq ans à dix ans.

- Lorsque l'association de malfaiteurs a été formée pour commettre d'autres crimes, la peine d'emprisonnement est de deux ans à cinq ans.
- Lorsque association de malfaiteurs a été formée pour commettre des délits, la peine d'emprisonnement est de six mois à trois ans.

« Art. 323. Si l'association a eu pour but la perpétration de crimes emportant la peine de réclusion à perpétuité ou la réclusion de dix ans à quinze ans ou un terme supérieur, les provocateurs de cette association, les chefs de cette bande et ceux qui y auront exercé un commandement quelconque, seront punis de la réclusion de cinq ans à dix ans.

  Ils seront punis d'un emprisonnement de deux ans à cinq ans, si l'association a été formée pour commettre d'autres crimes, et d'un emprisonnement de six mois à trois ans, si l'association a été formée pour commettre des délits. »

##### «Tous autres individus faisant partie de l'association et ceux qui auront sciemment et volontairement fourni à la bande ou à ses divisions des armes, munitions, instruments de crime, logements, retraite ou lieu de réunion» (article 324 du Code pénal belge)
S'agissant de tous autres individus faisant partie de l'association et ceux qui auront sciemment et volontairement fourni à la bande ou à ses divisions des armes, munitions, instruments de crime, logements, retraite ou lieu de réunion, seront punis :
- Lorsque l'association a eu pour but la perpétration de crimes emportant la peine de réclusion à perpétuité ou la réclusion de dix ans à quinze ans ou un terme supérieur, la peine d'emprisonnement est de six mois à cinq ans.

- Lorsque l'association de malfaiteurs a été formée pour commettre d'autres crimes, la peine d'emprisonnement est de deux mois à trois ans.
- Lorsque association de malfaiteurs a été formée pour commettre des délits, la peine d'emprisonnement est d'un mois à deux ans.

« Art. 324. Tous autres individus faisant partie de l'association et ceux qui auront sciemment et volontairement fourni à la bande ou à ses divisions des armes, munitions, instruments de crime, logements, retraite ou lieu de réunion, seront punis :
  Dans le premier cas prévu par l'article précédent, d'un emprisonnement de six mois à cinq ans;
  Dans le second cas, d'un emprisonnement de deux mois à trois ans;

  Et dans le troisième, d'un emprisonnement d'un mois à deux ans. »

#### L'interdiction
Les provocateurs de cette association, les chefs de cette bande et ceux qui y auront exercé un commandement quelconque, condamnées à une peine d'emprisonnement, pourront, de plus, être condamnés à l'interdiction. Autrement dit, ils se verront interdire, en tout ou en partie, pour un terme de cinq ans à dix ans, l'exercice des droits énumérés à l'article 31, alinéa 1er, à savoir le droit : de remplir des fonctions, emplois ou offices publics, d'éligibilité, de porter aucune décoration, aucun titre de noblesse, d'être juré, expert, témoin instrumentaire ou certificateur dans les actes ; de déposer en justice autrement que pour y donner de simples renseignements [...].
Art. 325. Les coupables condamnés, en vertu des articles 323(, 324 et 324ter), à la peine d'emprisonnement, pourront, de plus, être condamnés à l'interdiction, conformément à l'article 33 (...).
  Section V. - Des peines communes aux crimes et aux délits.
  Sous-section I. - Des peines communes aux crimes et aux délits applicables aux personnes physiques.
Art. 33. Sous réserve de l'application des articles 31 et 32, les cours et tribunaux pourront, dans les cas prévus par la loi, interdire, en tout ou en partie, aux condamnés correctionnels, l'exercice des droits énumérés [à] l'article 31, alinéa 1er, pour un terme de cinq ans à dix ans.
Ils pourront prononcer la même interdiction pour la même durée à l'égard des coupables dont la peine criminelle aura été commuée en un emprisonnement de moins de dix ans.
  Art. 31.Tous jugements ou arrêts de condamnation à la réclusion ou détention à perpétuité ou à la réclusion d'une durée égale ou supérieure à dix ans ou à l'emprisonnement d'une durée égale ou supérieure à vingt ans prononceront, contre les condamnés, l'interdiction à perpétuité du droit :
  1° De remplir des fonctions, emplois ou offices publics;
  2° (...) d'éligibilité ;
  3° De porter aucune décoration, aucun titre de noblesse;
  4° D'être juré, expert, témoin instrumentaire ou certificateur dans les actes; de déposer en justice autrement que pour y donner de simples renseignements;
  5° D'être appelé aux fonctions de tuteur, subrogé tuteur ou curateur, si ce n'est de leurs enfants; comme aussi de remplir les fonctions d'administrateur judiciaire des biens d'un présumé absent ou d'administrateur d'une personne qui est protégée en vertu de l'article 492/1 du Code civil 

  6° de fabriquer, de modifier, de réparer, de céder, de détenir, de porter, de transporter, d'importer, d'exporter ou de faire transiter une arme ou des munitions, ou de servir dans les Forces armées.

### Exemption de peine
Toutefois, les coupables qui, avant toute tentative de crimes ou délits faisant l'objet de l'association et avant toutes poursuites commencées, auront révélé à l'autorité l'existence de ces bandes et les noms de leurs commandants en chef ou en sous-ordre seront exemptés des peines. 
Art. 326. Seront exemptés des peines prononcées par le présent chapitre, ceux des coupables qui, avant toute tentative de crimes ou délits faisant l'objet de l'association et avant toutes poursuites commencées auront révélé à l'autorité l'existence de ces bandes et les noms de leurs commandants en chef ou en sous-ordre.

### Articles et catégories connexes
- Association de malfaiteurs en droit pénal français
- Droit pénal en Belgique
- Code pénal (Belgique)